# Juana Borrego Izquierdo

Juana Borrego Izquierdo (3 de mayo de 1949, Macotera, Salamanca) es una política española experta en desarrollo rural, mujer rural e igualdad. Fue Senadora del Reino de España por Segovia del Partido Popular durante las VII,VIII y IX Legislaturas. 
Actualmente es la Presidenta Nacional y fundadora de la Federación de la Mujer Rural (FEMUR), cuya sede central se sitúa en la localidad de Hontalbilla, Segovia.

## Biografía
Durante muchos años estuvo ejerciendo como profesora de EGB, combinando durante buena parte de este tiempo su profesión con la política. Además, se especializó en diversas ramas de la enseñanza como Educación de Personas Adultas, Pedagogía Terapéutica, Educación Especial, Sensibilización al Desarrollo, Técnicas de la Comunicación Oral (Retórica) y Formación Básica Social. Resaltar dentro de su formación el curso de Encuentro Internacional de Europa Social.
Una vez adentrada en la política, vio la falta de representación del colectivo de mujeres rurales en el mundo, por lo que decidió fundar en 1991 la Federación de la Mujer Rural (FEMUR), una ONG de Acción Social, sin ánimo de lucro y totalmente independiente, que lucha por la Igualdad entre Mujeres y Hombres, por la Igualdad laboral, social y económica y por el reconocimiento del trabajo de las Mujeres Rurales.
Se destaca en su trabajo de cooperación en países en vías de desarrollo de América Latina y Países Árabes.
Destaca en el campo social lo siguiente:
- Fundadora de Asociaciones de Mujeres (desde 1983).
- Presidenta de Honor de Asociaciones de Mujeres (1990).
- Presidenta Nacional de la Federación de la Mujer Rural (1991).
- Huésped de Honor de San Vicente de Cañete, Perú (1993).
- Miembro de Honor de la Asociación "Amigos de Condoray" en Perú (1993).
- Diploma de Honor al Trabajo a favor de la Mujer Rural (1994).
- Miembro de Honor del Club Periodismo de San Luis de Cañete, Perú (1994).
- Miembro de la Plataforma de ONG – Acción Social, Plataforma Tercer Sector y Voluntariado.
- Directora de Organización del Congreso Mundial de la Mujer Rural para traer congresistas de los países más necesitados.
- Voluntaria Social en países Euromediterráneos.

## Trayectoria política
Su andadura política comenzó como Alcaldesa en la localidad segoviana de Hontalbilla (1983-1987). Fue miembro de la Junta Directiva Provincial, Regional y Nacional del Partido Popular. Fue nombrada Diputada Provincial y, más adelante, Vicepresidenta y Diputada Delegada del Área de Cultura, Bienestar Social, Deporte, Consumo, Medio Ambiente y Medio Rural de la Excma. Diputación de Segovia desde 1991 hasta 2000. Fue Procuradora en las Cortes de Castilla y León por Segovia (1991-1995).

Otros aspectos a destacar son:
- Consejera del Comité Económico y Social de Europa (CES) (1998-2000). Comisiones Exteriores, Agricultura y Pesca y Social.
- Presentación de la Iniciativa Europea: "Papel de la Mujer Rural en el desarrollo sostenible de la Agricultura de la UE" (1999).
- Promotora de Proyectos Piloto Europeos.
- Miembro del Consejo Rector del Instituto de la Mujer (desde 1997).
- Miembro del Consejo Estatal de Acción Social (desde 1999).
- Miembro designada por la Presidenta del Observatorio de Igualdad de Oportunidades entre hombres y mujeres (2000).
- Miembro del Consejo Regional de Bienestar Social de la Junta de Castilla y León (1991-2000).
- Miembro del Consejo Regional para Personas Mayores de Castilla y León (1994-2000).
- Vicepresidenta del Consejo Regional de la Mujer de Castilla y León (desde 1996).
- Secretaria de la Comisión de la Mujer en la Federación Regional de Municipios y Provincias (1996-2000).
- Fundadora y miembro de la Federación Regional de Municipios y Provincias, representando a los municipios de menos de 2000 habitantes de Castilla y León.
- Miembro de la Comisión Parques-Hoces del Duratón (1991).
- Miembro de la Fundación Duque de Alburquerque (Hasta marzo de 2000).
- Miembro de la Fundación y Patronato de Juan Borbón (Hasta marzo de 2000).
- Miembro de la Fundación y Patronato de la SEK (Hasta marzo de 2000).
- Vicepresidenta de la Fundación Caja Segovia.

## Conferencias, Jornadas y Encuentros
- Universidad de Sevilla: "Desarrollo Rural" (1995).
- Universidad de Navarra: "El Espacio Social Femenino Europeo" (1995).
- Universidad de Granada: "Mujer y Medio Ambiente" (1996).
- Universidad Internacional Menéndez Pelayo de Santander: "Visión del Futuro de la Agricultura Europea" (2000).
- Universidad de San Lorenzo de El Escorial: "Problemas de la Mujer Rural" (2000).
- Universidad de Salamanca: "Conciliación de la Vida Familiar y Laboral" (2001).
- Universidad Complutense de Madrid: "Conciliación de la Vida Familiar y Laboral" (2001).
- Universidad UNED de Santander: "Problemas de la Mujer Rural" (2016).
- Universidad UVA de Segovia (2017).
- I Congreso Familia: "La Mujer, pieza clave en la Familia" (1996).
- II Encuentro de Jóvenes Hispanoamericanos (1996).
- IV Encuentro de Cuidados Paliativos (1997).
- Necesidades Familiares ante la enfermedad crónica terminal (1997).
- Participación en Congresos, Foros y Seminarios del Partido Popular y Nuevas Generaciones en Sevilla y Segovia.
- Participación en el Encuentro de Jóvenes Emprendedores de Asaja.
- Participación en Santo Domingo, República Dominicana (8 y 9 de octubre de 2009), en una ponencia sobre Turismo Rural.
- Participación en Mesa Redonda: "Igualdad de Género en el Foro Cajas de Ahorros y Tercer Sector".
- Madrid: "El Siglo de la Igualdad" (10 y 11 de diciembre de 2009).
- Participación en la 54 Sesión de la Comisión sobre la Condición Jurídica y Social de la Mujer, celebrada en Nueva York en marzo de 2010.
- Conferencia en el Congreso de Woman Week.
- Congreso de Discapacitados (Valencia): Conferencias de "Discapacitados en el Medio Rural".
- Uruguay: Conferencia sobre "El papel de la Mujer Rural" en el Congreso Nacional.
- Mercosur: Conferencia sobre "Las Mujeres Rurales autónomas" y "Los Microcréditos".
- México: Conferencia sobre "La importancia de las Mujeres Rurales" y "Asociacionismo y Redes Sociales" (2011).
- Senado de Uruguay: "La Igualdad en las Mujeres Rurales. Ley de Igualdad y Ley de Violencia".
- Conferencia en T.V.
- Diversas Conferencias en Asociaciones de Mujeres Rurales y colegios.
- Pregonera de las fiestas de la Asunción de Frumales.